# لیپنگاک-مایورات
لیپنگاک-مایورات (به لاتین: Lipniak-Majorat) یک روستا در لهستان است که در گمینا دووگوشودوو واقع شده‌است.